# Kazimierz Kozicz
Kazimierz Korneliusz Kozicz (ur. 17 września 1895 w Kaletniku, zm. 21 kwietnia 1993 w Warszawie) – pułkownik Wojska Polskiego.

## Życiorys
Urodził się 17 września 1895 roku w Kaletniku, w powiecie suwalskim, w rodzinie Kazimierza, nauczyciela, i Stefanii z Borysewiczów (1865–1899). W 1914 roku ukończył ośmioklasowe gimnazjum filozoficzne w Suwałkach i rozpoczął studia na Wydziale Matematyki Carskiego Uniwersytetu Warszawskiego. 1 czerwca 1915 roku wstąpił, jako ochotnik do armii rosyjskiej. W następnym roku ukończył Siergiejewską Szkołę Artylerii (ros. Сергиевское артиллерийское училище) w Odessie. W szeregach Osowieckiej Brygady Artylerii Polowej Ciężkiej (ros. Осовецкая полевая тяжелая артиллерийская бригада) walczył na froncie rumuńskim. Na początku 1918 roku, w stopniu porucznika, został przyjęty do 2 Legionu Rycerskiego I Korpusu Polskiego w Rosji.
Po odzyskaniu przez Polskę niepodległości został przyjęty do Wojska Polskiego. Uczestniczył w wojnie polsko-bolszewickiej w stopniu porucznika w szeregach 1 pułku artylerii polowej Legionów jako dowódca 8 baterii. Walczył m.in. pod Brzeżanami, Dyneburgiem i Płockiem. W lutym 1920 roku został przeniesiony do I dywizjonu 10 Kaniowskiego pułku artylerii ciężkiej na stanowisko dowódcy 2 baterii. W dniach 17–19 sierpnia 1920 roku w obronie Płocka dowodził baterią Kaniowskiego Dywizjonu Artylerii Ciężkiej. Za tę walkę został odznaczony Krzyżem Walecznych. Wiosną 1921 roku I/pac, w którym dowodził baterią został przemianowany na 10 dywizjon Kaniowski artylerii ciężkiej, a jesienią tego roku wcielony do 4 pułku artylerii ciężkiej w Łodzi, jako I dywizjon.
3 maja 1922 roku został zweryfikowany w stopniu kapitana ze starszeństwem z dniem 1 czerwca 1919 roku i 361. lokatą w korpusie oficerów artylerii. W latach 20. i 30. kontynuował służbę w 4 pułku artylerii ciężkiej. 27 stycznia 1930 roku został awansowany na majora ze starszeństwem z dniem 1 stycznia 1930 roku i 11. lokatą w korpusie oficerów artylerii. 31 marca 1930 roku został przeniesiony z 4 Grupy Artylerii w Łodzi do 4 pac na stanowisko kwatermistrza. 18 kwietnia 1935 roku został przesunięty na stanowisko dowódcy dywizjonu.
Na początku lipca 1935 roku stanął na czele Koła Miejskiego Ligi Obrony Powietrznej i Przeciwgazowej w Łodzi przy 4 pułku artylerii ciężkiej. Brał udział w biegach myśliwskich podczas św. Huberta (w 1931 organizowanych na przedmieściu Doły).
Z dniem 1 września 1937 roku został wyznaczony na stanowisko dowódcy 26 dywizjonu artylerii ciężkiej w Skierniewicach. Na stopień podpułkownika został awansowany ze starszeństwem z dniem 19 marca 1938 roku i 10. lokatą w korpusie oficerów artylerii. Na czele 26 dac walczył w kampanii wrześniowej 1939 roku. 19 września w Puszczy Kampinoskiej, w czasie bitwy nad Bzurą, został wzięty do niewoli niemieckiej. Przewieziony do Rawy Mazowieckiej, następnie do Częstochowy. Od 25 września 1939 przebywał w Oflagu II A Prenzlau, od 24 lutego 1941 roku w Oflagu II E Neubrandenburg, a od stycznia 1944 w Oflagu II D Gross-Born.
28 lutego 1945 zgłosił się dobrowolnie w Komendzie Rejonu Uzupełnień Łódź. Po powrocie z niewoli został przyjęty do Wojska Polskiego. Do 1953 roku był między innymi dowódcą garnizonu w Tomaszowie Mazowieckim i dowódcą artylerii 1 Korpusu Pancernego w Gdańsku. Został awansowany do stopnia pułkownika. W 1953 opuścił wojsko pod pretekstem słabego zdrowia. Pracował do 1967 jako lektor języka rosyjskiego na Politechnice Łódzkiej. Od 1967 do końca życia mieszkał w Warszawie.
Zmarł 21 kwietnia 1993 w Warszawie. Był żonaty z Martą z Korniaków, z którą miał dwie córki: Marię (1924–1993), zamężną z Bronisławem Wojciechowskim, i Jadwigę (ur. 1927).

## Ordery i odznaczenia
- Krzyż Kawalerski Orderu Odrodzenia Polski – 6 grudnia 1946 „za bohaterskie czyny i dzielne zachowanie się w walce z niemieckim najeźdźcą oraz za gorliwą pracę i sumienne wypełnianie obowiązków służbowych”[23]
- Krzyż Walecznych – 16 sierpnia 1921[24]
- Złoty Krzyż Zasługi – 25 maja 1939 „za zasługi w służbie wojskowej”[25]
- Srebrny Krzyż Zasługi – 10 listopada 1928[26]
- Medal Pamiątkowy za Wojnę 1918–1921[21]
- Medal Dziesięciolecia Odzyskanej Niepodległości
- Medal Zwycięstwa[21]
- łotewski Medal Pamiątkowy 1918-1928[21]